# Schwaben (Bayern)
Schwaben là một tỉnh và cũng là một trong 7 vùng hành chánh của chính quyền bang Bayern, Đức.

## Địa lý
Schwaben nằm ở phía Tây Nam của Bayern. Nó được hình thành như là một phần của vùng lịch sử Schwaben, mà từ năm 1803 là một phần của Bayern. Trước đây nó đã từng được cai trị bởi gia tộc công tước Hohenstaufen. Trong thời kỳ Đức Quốc xã, vùng này được tách rời ra khỏi phần còn lại của Bayern và trở thành Gau Schwaben. Sau Đệ Nhị thế chiến nó được nhập trở lại vào Bayern.
Vùng hành chính Bayerisch-Schwaben kéo dài từ Nördlinger Ries ở phía bắc cho tới Allgäu ở miền nam. Ở phía tây nó có biên giới là sông Iller, ở phía nam một phần ranh giới bởi Bodensee và ở phía đông bởi sông Lech cũng như bởi Lechrain. Nó có ranh giới ở phía bắc với Mittelfranken, phía đông với Oberbayern, ở miền nam với Tirol và Vorarlberg ở Áo, ở Bodensee với Bang St. Gallen thuộc Thụy Sĩ và ở phía Tây với Baden-Württemberg.
| Huyện (Landkreise) | Thành phố độc lập (Kreisfreie Städte)             | Vùng thiên nhiên |
| --- | ------------------------------------------------- | --- |
| 1. Aichach-Friedberg 2. Augsburg 3. Dillingen 4. Donau-Ries 5. Günzburg 6. Lindau 7. Neu-Ulm 8. Oberallgäu 9. Ostallgäu 10. Unterallgäu | 1. Augsburg 2. Kaufbeuren 3. Kempten 4. Memmingen | - Nördlinger Ries* - Swabian Jura - Iller-Lech Plateau - Southern Alpine Foreland - Swabian-Bavarian Pre-Alps - Northern Limestone Alps - Upper Swabia |

* Một phần của Schwäbisches Keuper-Lias-Land

## Lịch sử

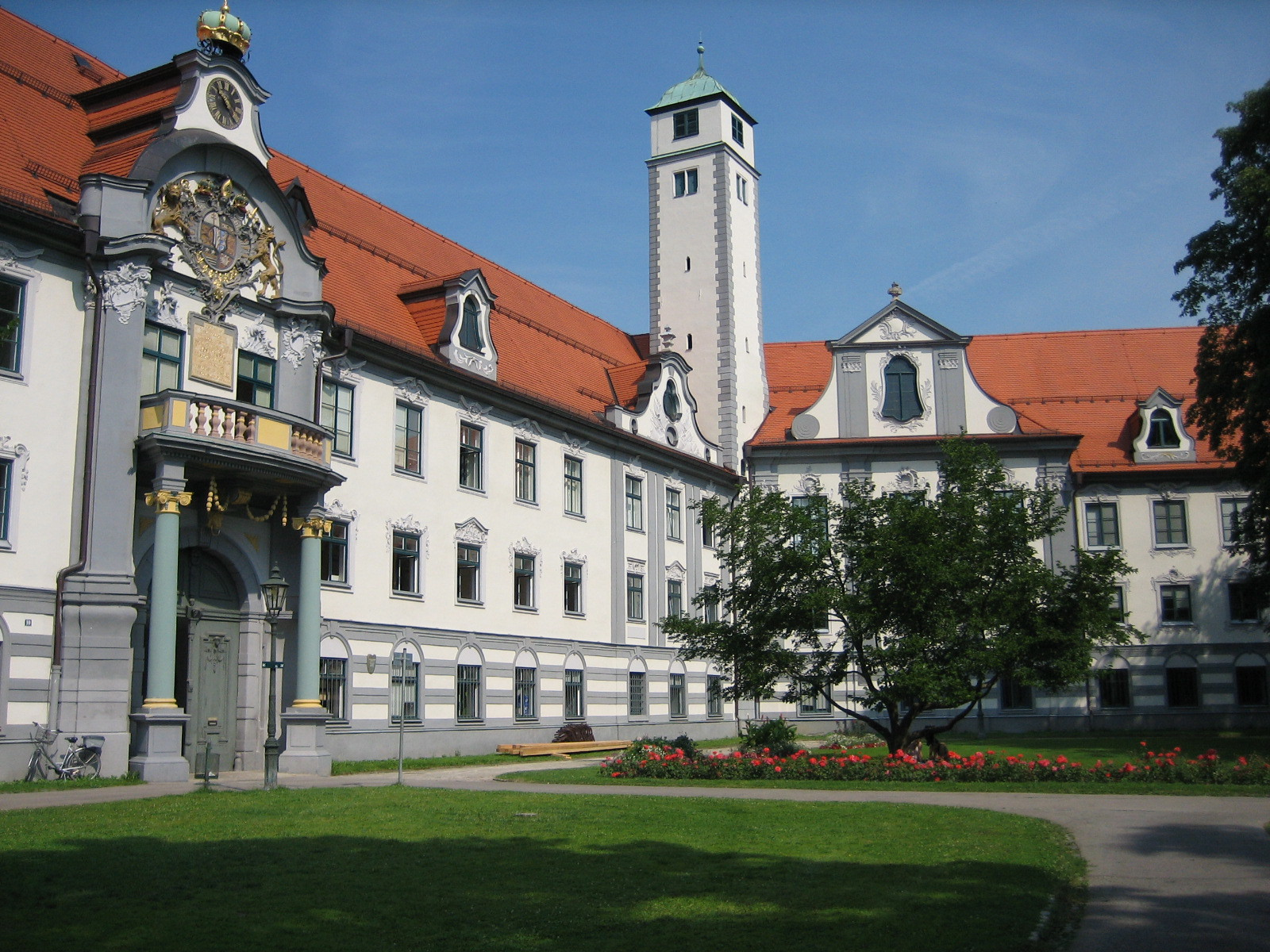
Tòa nhà chính phủ Schwaben tại Augsburg

Vùng hành chính Schwaben đã là một phần nằm phía Đông của công quốc Schwaben. Ngay sau khi công tước Conradin bị xử tử tại Napoli vào 1268, chú của ông, công tước của Bayern Ludwig der Strenge đã thừa hưởng gia tài của ông tại Schwaben. Vào năm 1803 vào thời thế tục hóa nước Đức, Bayern được thêm một phần lãnh thổ nằm về phía Đông của Schwaben, nhập chung với Neuburg lấy cái tên cũ Schwaben mà đã được công bố vào năm 1837 bởi vua Ludwig I của Bayern. Vào năm 1945 Lindau bị Pháp tách ra, nhưng được nhập lại với Schwaben vào năm 1955. In 1972 thành phố cũ của Schwaben, Neuburg an der Donau được nhập với Oberbayern.

## Huyện và thành phố độc lập trước khi tái tổ chức vào năm 1972

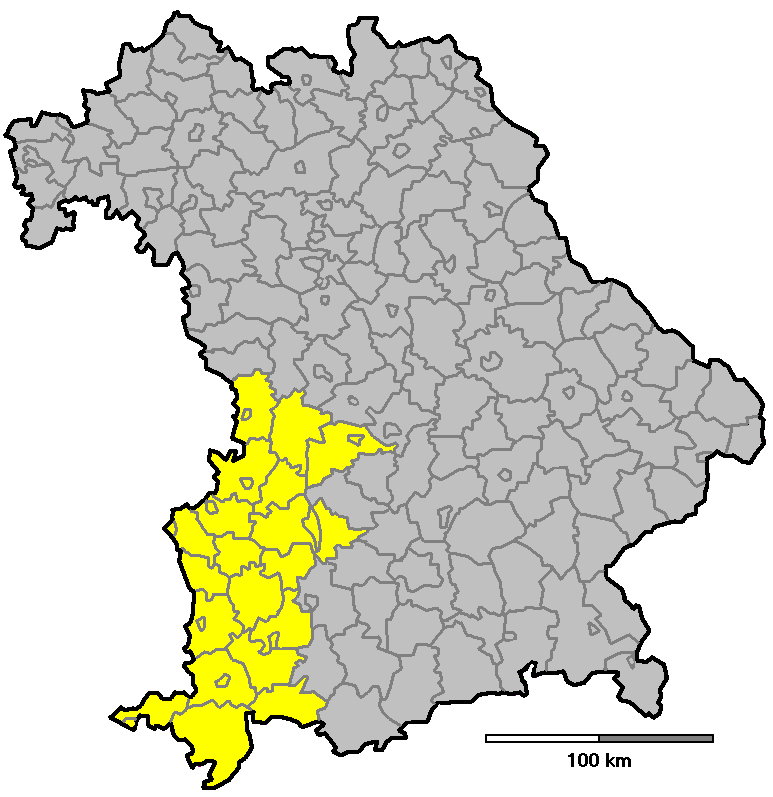
Schwaben trước khi tái tổ chức vào năm 1972

| Thành phố độc lập | Huyện | Huyện (tiếp theo) |
| --- | --- | --- |
| - Augsburg - Dillingen an der Donau - Günzburg - Kaufbeuren - Kempten - Lindau - Memmingen - Neuburg an der Donau - Neu-Ulm - Nördlingen | - Augsburg - Dillingen - Donauwörth - Friedberg - Füssen - Günzburg - Illertissen - Kaufbeuren - Kempten - Krumbach | - Lindau - Marktoberdorf - Memmingen - Mindelheim - Neuburg an der Donau - Neu-Ulm - Nördlingen - Schwabmünchen - Sonthofen - Wertingen |

## Dân số
Lịch sử dân số của Schwaben:
- 1939: 934,311
- 1950: 1,293,734
- 1961: 1,340,217
- 1970: 1,467,454
- 1987: 1,546,504
- 2002: 1,776,465
- 2005: 1,788,919
- 2006: 1,786,764
- 2008: 1,787,995
- 2010: 1,785,875